# Kendo Anthem
Kendo Anthem è un singolo del gruppo musicale finlandese Teflon Brothers, pubblicato il 16 aprile 2014. È il brano ufficiale del campionato mondiale di hockey su ghiaccio maschile 2014 in Finlandia
I cori sono stati cantati dalla scuola di canto Sunan koulu di Espoo mentre il brano è una versione campionata di Poika kotiin dei Runo & The Zatelite.
Il singolo è disco d'oro in Finlandia e fa parte della compilation Leijonat 2014 della Nazionale di hockey su ghiaccio maschile della Finlandia (chiamata generalmente Leijonat, "Leoni").
Il brano è entrato nelle classifiche finlandesi raggiungendo la terza posizione nelle classifiche dei singoli più venduti e più scaricati.
Un lyric video del brano è stato pubblicato il 2014 sull'account Vevo del gruppo.

## Tracce
1. Kendo Anthem – 3:38

## Classifiche
| Classifica (2014)    | Posizione massima |
| -------------------- | ----------------- |
| Finlandia            | 3                 |
| Finlandia (digitale) | 3                 |